# Gmina Ronneby
Gmina Ronneby (szw. Ronneby kommun) – gmina w Szwecji, w regionie Blekinge, siedzibą jej władz jest Ronneby.
Pod względem zaludnienia Ronneby jest 84. gminą w Szwecji. Zamieszkuje ją 28 283 osób, z czego 49,16% to kobiety (13 904) i 50,84% to mężczyźni (14 379). W gminie zameldowanych jest 832 cudzoziemców. Na każdy kilometr kwadratowy przypada 34,16 mieszkańca. Pod względem wielkości gmina zajmuje 124. miejsce.